# Архангел Гавриил (линейный корабль, 1749)
«Архангел Гавриил» или «Гавриил» — парусный линейный корабль Балтийского флота Российской империи, один из кораблей типа «Слава России». Находился в составе флота с 1749 по 1763 год, принимал участие в Семилетней войне, в том числе в блокаде пролива Зунд и осаде Кольберга, а по окончании службы был разобран.

## Описание судна
Представитель серии парусных двухдечных линейных кораблей типа «Слава России». Эта серия кораблей была самой многочисленной и одной из самых удачных серий линейных кораблей Российского императорского флота. Корабли серии строились с 1733 по 1774 год на верфях Санкт-Петербурга и Архангельска и принимали участие во всех плаваниях и боевых действиях российского флота в период с 1734 по 1790 год. Всего в рамках серии было построено 58 линейных кораблей. Все корабли этой серии обладали высокими мореходными качествами, хорошей маневренностью и остойчивостью.
Водоизмещение корабля составляло 1200 тонн, длина по сведениям из различных источников от 46,5 до 47,4 метра, ширина от 12,3 до 12,65 метра, а осадка от 5,4 до 5,48 метра. Вооружение судна составляли 66 орудий, включавшие двадцатичетырёх-, двенадцати- и шестифунтовые пушки, а экипаж состоял из 600 человек. Скорость судна при свежем ветре могла достигать восьми узлов.
Корабль назван в честь одного из восьми христианских архангелов Гавриила и был третьим из четырёх парусных линейных кораблей российского флота, названных именем этого архангела. Также одноимённые корабли строились в 1713 и 1802 годах для Балтийского флота и в 1839 году — для Черноморского, также в составе флота несли службу два одноимённых парусных фрегата 1781 и 1787 годов постройки.

## История службы
Линейный корабль «Архангел Гавриил» был заложен на Соломбальской верфи 23 августа (3 сентября) 1748 года и после спуска на воду 13 (24) июля 1749 года вошёл в состав Балтийского флота России. Строительство вёл корабельный мастер майорского ранга П. Г. Качалов.
С июля по август 1750 года совершил переход из Архангельска в Кронштадт, в следующем 1851 году в составе эскадры кораблей Балтийского флота принимал участие в практическом плавании в Финском заливе. С 1752 по 1756 год в море не выходил, в течение всего времени кампаний этих лет находился в Кронштадте.
Принимал участие в Семилетней войне 1756—1763 годов. В кампанию 1757 года 1 (12) мая возглавил отряд, направлявшийся для содействия войскам из Кронштадта в Мемель. 9 (20) мая корабли отряда попали в сильный шторм, во время которого на «Архангеле Гаврииле» был сломан фальшборт на баке и открылась течь в трюме. Несмотря на полученные повреждения корабль пошёл на помощь терпящему бедствие бомбардирскому кораблю «Дондер», однако при ударе о подводную банку в свою очередь повредил румпель и руль. По окончании шторма экипаж корабля попытался устранить повреждения своими силами, не прекращая движения по установленному маршруту. 21 мая (1 июня) корабль подошел к Либаве, однако, из-за того что течь полностью устранить так и не удалось, 24 мая (4 июня) был вынужден уйти на ремонт в Ревель. По завершении ремонта покинул Ревель и взял курс на Данциг, куда прибыл 18 (29) июля и где присоединился к остальному флоту. С 8 (18) августа входил в состав эскадры адмирала В. А. Мятлева, находившейся в крейсерском плавании у берегов Пруссии, однако из-за вновь открывшейся течи 14 (25) августа был вынужден покинуть эскадру и уйти от Пиллау на ремонт в Кронштадт.
В кампанию 1758 года 2 (13) июля ушёл из Кронштадта в крейсерское плавание и 9 (20) июля у Копенгагена присоединился к объединённому русско-шведскому флоту, в составе которого до 28 августа (8 сентября) принимал участие в блокаде пролива Зунд. Блокада осуществлялась с целью недопущения английского флота в Балтийское море. 30 сентября (11 октября) корабль вернулся в Кронштадт. В кампанию следующего 1759 года находился в составе эскадры, которая с июля по сентябрь перевозила русские войска из Кронштадта в Данциг.
Во время кампаний 1760 и 1761 годов принимал участие в действиях русских войск и флота под Кольбергом. C 25 июля (5 августа) по 15 (25) августа 1760 года перешёл из Кронштадта к Кольбергу в составе перевозившей русские войска эскадры и после высадки войск присоединился к морской блокаде крепости. С 10 (21) сентября по 28 сентября (9 октября) принимал участие в транспортировке войск обратно от Кольберга в Кронштадт, при этом всю дорогу вёл на буксире галиот с войсками. 13 (24) июня 1761 года вышел из Кронштадта по направлению к Кольбергу, 19 (30) июля у мыса Рюгенвальде принял участие в прикрытии операции по высадке русских войск, а 13 (24) августа подошел к Кольбергу и присоединился к его морской блокаде. 10 (21) сентября из-за полученных во время шторма повреждений был вынужден оставить эскадру и уйти в Кронштадт.
По окончании службы в 1763 году корабль «Архангел Гавриил» был разобран в Кронштадте.

## Командиры корабля
Командирами линейного корабля «Архангел Гавриил» в разное время служили:
- капитан 2-го ранга Д. Л. Овцын (1750 год)[15];
- подполковник Р. Нанинг (1751 год)[16];
- капитан-лейтенант Л. Болтин (1752 год)[17];
- капитан-лейтенант А. Валронд (1753 год)[18];
- капитан 2-го ранга Н. И. Ляпунов (до августа 1757 года)[19];
- капитан 3-го ранга Д. И. Вилисон (с августа 1757 года)[комм. 6][20];
- капитан 2-го ранга П. А. Чаплин (1758—1759 годы)[13];
- капитан 2-го ранга А. Ярославов (1760—1761 годы)[21].

### Комментарии
1. ↑  Также в серию входили два корабля «Ревель» 1735 и 1756 годов постройки, два корабля «Ингерманланд» 1735 и 1752 годов постройки, два корабля «Северный Орёл» 1735 и 1763 годов постройки, два корабля «Святой Пётр» 1741 (до 6 (17) декабря 1741 года назвался «Иоанн») и 1760 годов постройки, два корабля «Полтава» 1743 и 1754 годов постройки, два корабля «Святой Александр Невский» 1749 и 1762 годов постройки, два корабля «Москва» 1750 и 1760 годов постройки, корабли «Слава России» (головной корабль серии), «Основание Благополучия», «Леферм», «Счастие» (до 6 (17) декабря 1741 года назвался «Генералиссимус Российский»), «Благополучие» (до 6 (17) декабря 1741 года назвался «Правительница Российская»), «Екатерина», «Фридемакер», «Лесное», «Архангел Рафаил», «Святая великомученица Варвара», «Святой Сергий», «Святой Иоанн Златоуст» (В 1751 году был переименован в «Святой Иоанн Златоуст второй» в связи с постройкой одноимённого 80-пушечного корабля), «Архангел Уриил», «Наталия», «Астрахань», «Рафаил», «Святой Иаков», «Не тронь меня», «Евстафий Плакида», «Святой Иануарий», «Саратов», «Тверь», «Трёх Иерархов», «Трёх святителей», «Европа», «Всеволод», «Ростислав», «Святой Георгий Победоносец», «Граф Орлов», «Память Евстафия», «Победа», «Виктор», «Вячеслав», «Дмитрий Донской», «Мироносиц», «Святой князь Владимир», «Александр Невский», «Борис и Глеб», «Преслава», «Дерись», «Ингерманландия», «Спиридон» и один корабль без названия 1758 года постройки.
2. ↑  155 футов 6 дюймов.
3. ↑  41 фут 6 дюймов.
4. ↑  18 футов.
5. ↑  Отряд помимо самого корабля состоял из двух фрегатов, двух прамов и двух бомбардирских кораблей.
6. ↑  Англичанин на русской службе. Настоящее имя Duncon Villison, в русской транслитерации также использовалось имя Донкон и вариант написания фамилии Вильсон.